# 6ª edizione dei Directors Guild of America Award
La 6ª edizione dei Directors Guild of America Award si è tenuta nel corso del 1954 e ha premiato il migliore regista cinematografico e televisivo del 1953.

## Cinema
- Fred Zinnemann – Da qui all'eternità (From Here to Eternity)
- Melvin Frank e Norman Panama – Il prezzo del dovere (Above and Beyond)
- Henry Koster – La tunica (The Robe)
- Walter Lang – Chiamatemi Madame (Call Me Madam)
- Joseph L. Mankiewicz – Giulio Cesare (Julius Caesar)
- Daniel Mann – Torna, piccola Sheba (Come Back, Little Sheba)
- Jean Negulesco – Titanic
- George Sidney – La regina vergine (Young Bess)
- George Stevens – Il cavaliere della valle solitaria (Shane)
- Charles Walters – Lili
- Billy Wilder – Stalag 17
- William Wyler – Vacanze romane (Roman Holiday)

## Televisione
- Robert Florey – Four Star Playhouse per l'episodio The Last Voyage
- Richard Irving – Chevron Theatre per l'episodio Too Gloomy for Private Pushkin
- Roy Kellino – Schlitz Playhouse of Stars per l'episodio Desert Tragedy
- Lew Landers – Topper per l'episodio Masquerade
- Jack Webb – Dragnet

## Premi speciali

### Premio D.W. Griffith
- John Ford